# Elaphoglossum isabelense
Elaphoglossum isabelense är en träjonväxtart som beskrevs av Guido Georg Wilhelm Brause. Elaphoglossum isabelense ingår i släktet Elaphoglossum och familjen Dryopteridaceae. Inga underarter finns listade.